# Luis Merino Pastor
Luis Merino Pastor (Zaragoza, 1954) es una de las grandes figuras de la industria musical y radiofónica de España. Ha desempeñado los cargos de Director de varias cadenas musicales de Grupo Prisa (40 Principales, Cadena Dial, Radiolé, M80 Radio, Sinfo Radio) y ha sido Consejero Delegado de Gran Vía Musical y Plural Entertainment.En esa etapa, lideró proyectos tan exitosos como los Conciertos Básicos, la Tarjeta 40, 40 TV, 40 Latino, o 40. El musical. Ha sido miembro del reducido equipo directivo de los Premios Grammy Latino.  
En 2023 publica junto a Tudi Martín, el libro "Cuando la Música Era Redonda (con R de Radio)", ilustrando más de cuatro décadas de exitosa carrera profesional, que se convierte en un éxito de ventas. Este mismo año le conceden el Premio #ONDAS2023 Especial de la Organización como reconocimiento a toda su carrera profesional y a su aportación a la radio musical, la innovación del medio y la expansión de la música española en el mundo.  

## Biografía
Estudió en el Instituto de Empresa Business School, de Madrid y en la Facultad de Medicina de Valencia.
Entre 1996 y 2001 fue director de las cadenas musicales del Grupo Prisa (40 Principales, M80 Radio, Cadena Dial, Radiolé, Radiolé Tropical y Sinfo Radio) y de los canales de televisión 40TV, 40 Latino y Classic 40.En estos años, lidera proyectos estratégicos pioneros e innovadores, que luego se han convertidos en referentes en la industria: desarrolla y dirige la política multiproducto de 40 Principales (televisión, Internet, Prensa y otras áreas de negocio), en 1996 impulsa la creación de los Premios Cadena Dial y se crea la web www.cadena40.es, líder de audiencias en música y entretenimiento y el embrión de la web actual de los40.com. 
En el año 2000 impulsó y dirigió la exitosa colección discográfica Un País de Música para el diario El País, que supuso el inicio de nuevas ediciones posteriores. 
Desde finales 2001 hasta 2006 fue consejero delegado de la Unidad de Ocio y Entretenimiento del Grupo Prisa, consejero delegado de Gran Vía Musical y CEO de Plural Entertainment.Durante este periodo, impulsó la edición de la Revista 40 como parte de la proyección de la marca y expandió los 40 Principales en Latinoamérica, vertebrando la marca 40 en México, Colombia, Argentina, Chile, Panamá, Costa Rica, Ecuador y Guatemala. 
Entre 2006 y 2011 fue director del área de Música de Prisa y consejero delegado del emporio musical Gran Vía Musical.
Formó el Comité Musical Latino y fue miembro del Board of Trustees de los Premios Grammy Latinos.
Desde 2011 es CEO y Fundador de IdeasClave SL.ejerciendo el rol de Consultor Ejecutivo para las principales compañías del sector entretenimiento / musical de España.
En 2023 escribe junto a Tudi Martin el libro "Cuando la música era redonda", en el que relata más de cuatro décadas de exitosa trayectoria profesional, convirtiéndose en un éxito en ventas (4ª edición) y constituyendo un documento imprescindible para entender la industria musical y radiofónica en su pasado, presente y futuro.
En 2024, la Academia Latina de Grabación le otorga en los Latin Grammy en Miami un reconocimiento por su destacada contribución como miembro del Consejo Directivo.